# Louardi Badjika
Louardi Badjika, né le 18 septembre 1957 à Mellagou (aujourd'hui dans la commune de Bouhmama), en Algérie, est un footballeur algérien. Il est défenseur.

## Biographie
Auréolé d'un titre de Champion de Division 3 avec son club du Vauban de Strasbourg en 1981, il signe au SC Bastia qui vient de remporter la coupe de France. 
N'ayant pu s'imposer dans le club corse, il signe au Besançon RC qui souhaite se donner les moyens d'une accession dans l'élite. Ce parcours dans le Doubs se soldera par 3 saisons dans le ventre mou.
Intervient ensuite un transfert réussi au Stade de Reims avec deux saisons à la 4e place, au seuil de la Division 1.
Au total, Louardi Badjika dispute 23 matchs en Ligue 1 et 184 matchs en Ligue 2.

## Palmarès
- Champion de France de D3 en 1981 avec les Pierrots Vauban de Strasbourg